# Església de Santi Antonio di Padova e Annibale Maria
L'església dels Sants Antoni de Pàdua i Annibale Maria és un lloc de culte catòlic de Roma, situat al barri de Tuscolano, a la plaça Asti.

## Història
Va ser construïda segons un projecte de l'arquitecte Costantino Forleo i l'enginyer Raffaele Bocconi els anys 1956 - 1958 i consagrada pel cardenal Luigi Traglia el 27 de maig de 1965.
Dues plaques a l'interior de l'església recorden que dos papes la van visitar, Pau VI el 1974 i Joan Pau II el 1979.
L'església és una seu parroquial, establerta l'any 1956 i confiada als Pares Rogacionistes, propietaris de l'edifici, el fundador del qual, Annibale Maria Di Francia, és un dels copropietaris de l'església.
També és la seu del títol cardenalici de Sant'Antonio da Padova a la Via Tuscolana.

## Descripció

### Exterior
L'exterior de l'església dels Sants Antoni de Pàdua i Annibale Maria es caracteritza per la façana, de trets destacats i dues ales laterals poc pronunciades, està cobert amb un parament de paret format per blocs rectangulars de travertí disposats en diverses bandes horitzontals. Al centre de la part baixa s'obren els tres portals; el del mig, més gran que els dos laterals, està rematat per un petit porxo penjant que conté un grup escultòric de bronze amb, al centre, Sant Antoni de Pàdua amb el Nen. Als dos portals laterals, en canvi, hi ha dos mosaics fets per Marko Ivan Rupnik i que representen sant Antoni de Pàdua (a l'esquerra) i sant Anníbal Maria Di Francia (a la dreta). A la part superior de la façana s'obren cinc grans finestres d'una sola llaçada que donen llum a l'interior.
A la dreta de l'església, hi ha el conjunt parroquial . A la cantonada entre la Piazza Asti i la Via Tuscolana s'aixeca l'imponent campanar, amb una alçada de 47 metres. Està format per deu ordres i el campanar; en lloc de l'agulla de coronament prevista , es va construir un pedestal, sobre el qual descansa una creu de ferro. El campanar acull un concert de 8 campanes, en l'escala major diatònica de D♭ 3 , fosos per la foneria Francesco de Poli de Vittorio Veneto l'any 1961., un dels concerts de l'època daurada de l'esmentada foneria, i un dels més apreciats a nivell campaner.

### Interior

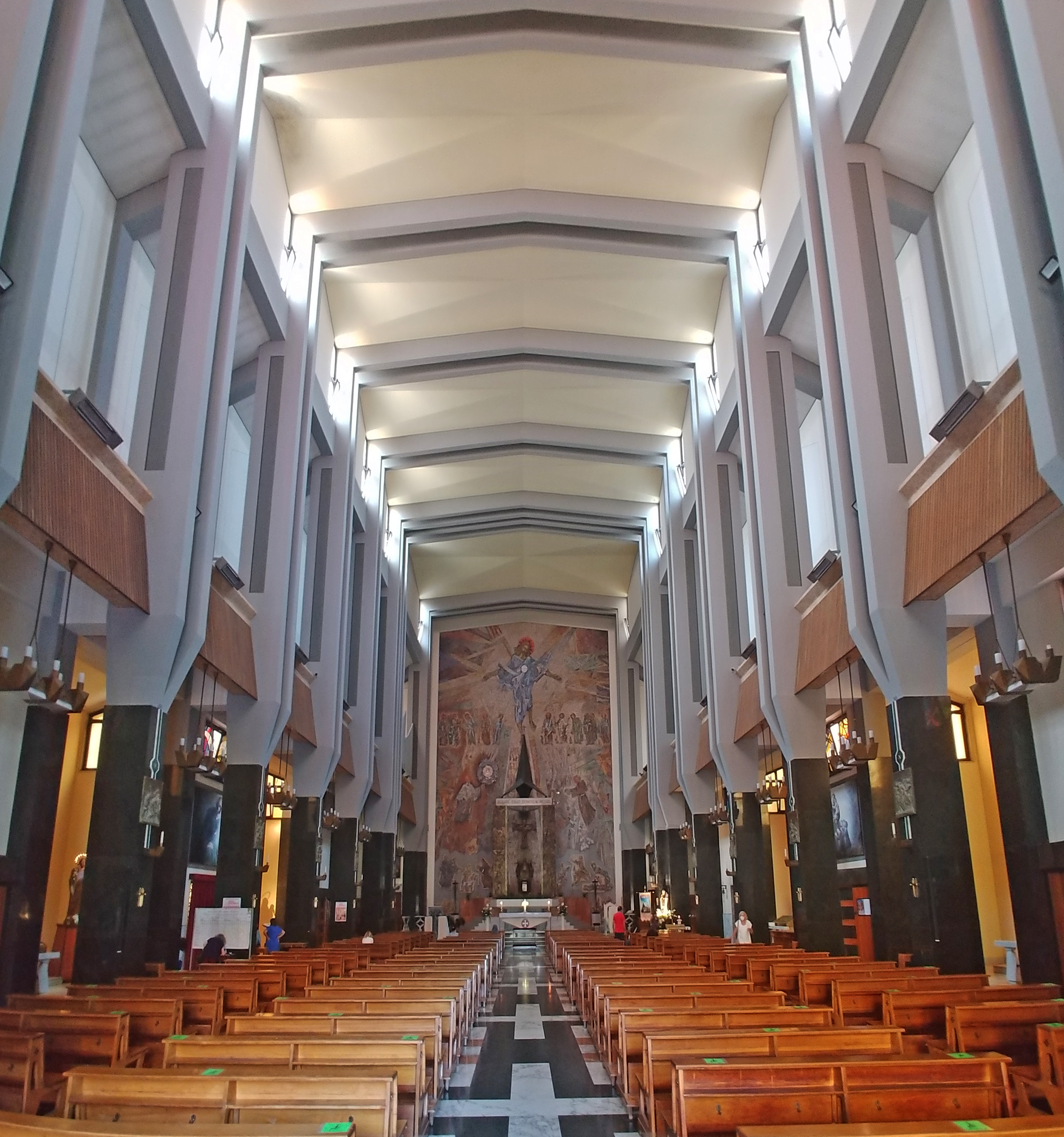
L'interior

L'interior de l'església dels Sants Antoni de Pàdua i Annibale Maria té tres naus altes, amb capelles laterals ; les naus laterals estan rematades pels matroneus, que s'uneixen a la contrafaçana pel cor. L'església no té absis.
L'últim tram de la nau central és més llarg que els altres i acull el presbiteri, modernitzat l'any 2009 . Enguany s'han instal·lat tres nous mobiliaris de marbre policrom: el púlpit, al costat esquerre; l'altar major, al centre; el seient presidencial, al costat dret. Al centre, en posició posterior, hi ha l'antic altar major, que presenta un tabernacle d'alabastre i el cibori, amb una particular coberta tetraèdrica de bronze recolzada sobre tres robusts pilars de marbre verd . La paret del fons està totalment coberta amb un mosaic creat als anys 80 amb el tema: Doneu-los de menjar vosaltres mateixos. Al centre, es representa Crist donant aliment material i espiritual per a la humanitat a sant Antoni de Pàdua (a la dreta) i a sant Aníbal Maria Di Francia (a la dreta); a la part inferior, hi ha els apòstols.
A la galeria de l'esquerra del presbiteri , hi ha l'orgue de tubs, construït l'any 1972 per la companyia d'orgues Rosario Chichi. Amb transmissió elèctrica, té 17 registres; la seva cònsola, un moble independent, està situada a terra i disposa de dos teclats i una pedalera.

## El títol cardenalici
Sant'Antonio da Padova in Via Tuscolana (en llatí: Titulus Sancti Antonii Patavini in via Tusculana) és un títol cardenalici instituït pel papa Pau VI el 5 de març de 1973 mitjançant la constitució apostòlica Purpuratis Patribus.

### Titulars
- Paulo Evaristo Arns, O.F.M. (5 de març de 1973 - 14 de desembre de 2016 mort)
- Jean Zerbo, des del 28 de juny de 2017